# Tâm từ bi

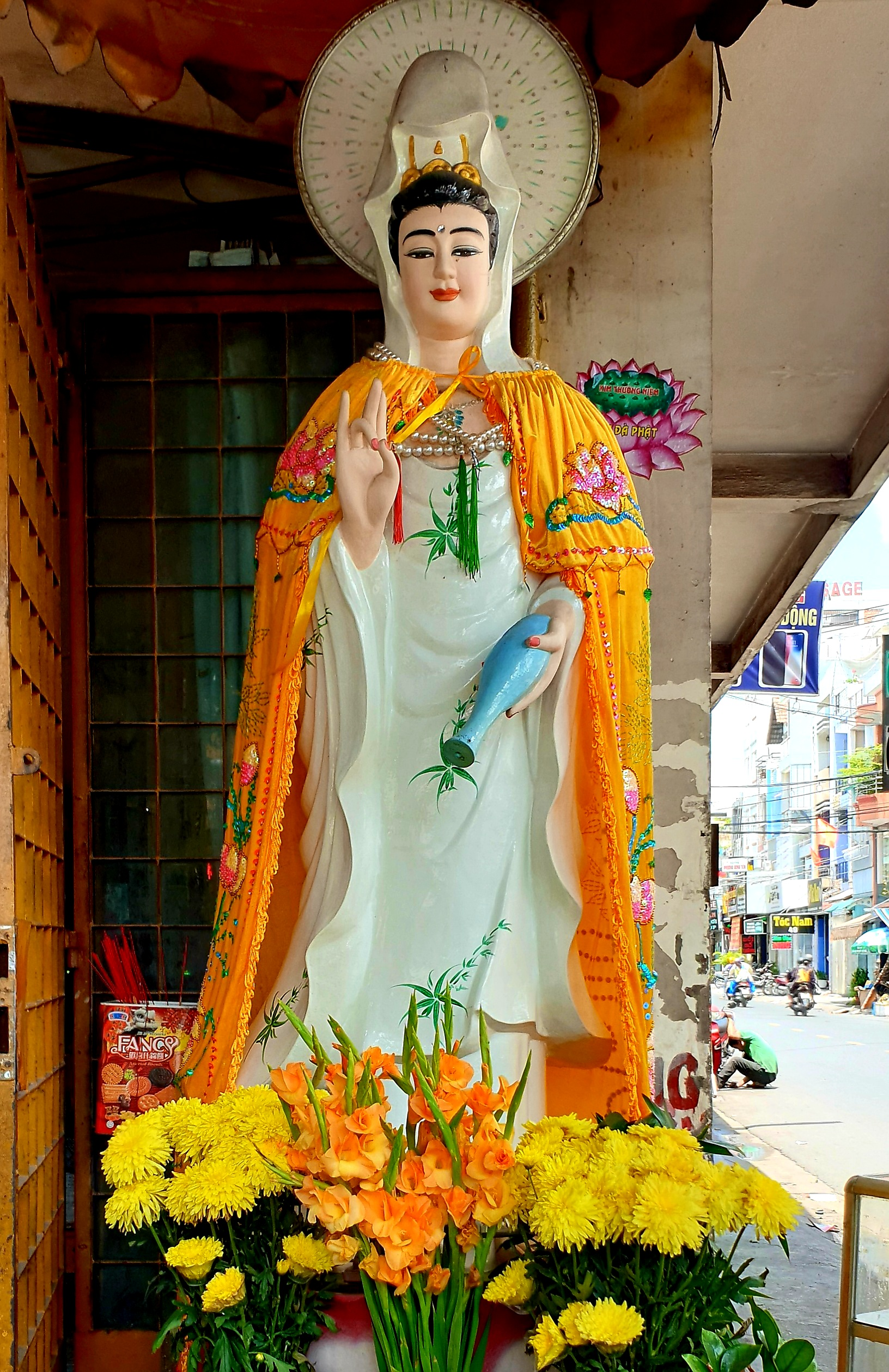
Quan Âm Bồ tát trong Phật giáo Bắc truyền là hiện thân của Tâm từ bi cứu độ chúng sanh

Tâm từ bi hay còn gọi là Bi vô lượng (Karuṇā/करुणा) là một trong Tứ vô lượng trong Phật giáo, là phạm trù tâm thức thứ hai (trong Từ bi hỷ xả) chỉ về lòng trắc ẩn cao thượng, bao trùm đồng đẳng tất cả những chúng sanh đau khổ, bất hạnh trên thế gian, đó là sự động lòng trắc ẩn trước nỗi khổ tha nhân, là tấm lòng bao dung muốn người người thoát khổ, muốn cho nhân gian đừng sống trong nhân quả nghiệp xấu. Chướng ngại trực tiếp của tâm bi mẫn là tà tâm hại người, tính hung bạo (Hiṃsa) và chướng ngại gián tiếp là sự buồn khổ sầu bi lụy (Domanassa). Trong tiếng Anh, thuật ngữ này thường được dịch là lòng trắc ẩn hoặc lòng thương xót và đôi khi là lòng vị tha hoặc niềm khao khát tâm linh. Trong tiếng Việt thì Karuṇā còn được gọi là lòng từ bi (悲/cíbēi), từ ái, bác ái, từ tâm, nhân từ. Karuṇā là một khái niệm tâm linh quan trọng trong tôn giáo Ấn Độ gồm đạo Hindu, Phật giáo, Đạo Sikh và Kỳ Na giáo (Jainism).
Trong Ấn Độ giáo, thì Karuṇā là một trong những đức tính và phẩm chất cơ bản mà một người khao khát tâm linh được khuyến khích trau dồi đạt thành. Nhiều vị thần Hindu được thần thoại miêu tả là hiện thân của lòng từ bi. Karuṇā thường được gắn kết với các đức hạnh khác như "Maitrī" (Tâm từ/từ tâm/lòng nhân ái) và "Ahimsa" (bất bạo động/bất hại). Cùng với nhau, những đức tính này tạo thành nền tảng của một cuộc sống chân chính và trọn vẹn về mặt tinh thần (làm lành lánh dữ), từ Karuṇā này xuất phát từ tiếng Phạn là Kara có nghĩa là "làm lành", biểu thị một hình thức từ bi dựa trên hành động, thay vì sự thương hại hay nỗi buồn sầu bi lụy khổ liên quan đến từ tương ứng Sadness trong tiếng Anh. Trong thần thoại Ấn Độ giáo, khái niệm "Karuṇā" hay việc làm nhân ái đã ăn sâu vào tâm trí dân gian Ấn Độ và thường được minh họa qua các câu chuyện, các nhân vật và lời dạy của các bậc đạo sư, thánh hiền. Mỗi câu chuyện về thế thân (avatar) về các vị thần Hindu là hiện thân của lòng từ bi thần thánh trong việc làm và hành động như trong tác phẩm Shiva tandava stotra thì thần Shiva được mô tả là Karunavataram với ý nghĩa là sự nhân cách hóa lòng trắc ẩn.